# Gracilentulus orousseti
Gracilentulus orousseti är en urinsektsart som beskrevs av Andrzej Szeptycki 1993. Gracilentulus orousseti ingår i släktet Gracilentulus och familjen lönntrevfotingar. Inga underarter finns listade i Catalogue of Life.